# Société générale des chemins de fer économiques (Belgique)
Cet article concerne les « trams chocolat » de Bruxelles. Pour les nombreux réseaux de chemins de fer secondaires français, voir Société générale des chemins de fer économiques (France). Pour la filiale du groupe Empain, voir Chemins de fer économiques du Nord.
La Société générale des chemins de fer économiques (Bruxelles) est créée en 1880 pour construire et exploiter des réseaux ferroviaires en Belgique et dans le monde entier. Elle succède à la Société générale de tramways. En 1928, elle est fusionnée avec la société « Les tramways bruxellois », l'autre société bruxelloise exploitante de tramways.
En raison de la couleur marron foncé des véhicules et des uniformes du personnel, cette compagnie était connue du public bruxellois sous le nom de « trams chocolat ». Si de nos jours plus aucun de ces trams ne circule en service commercial, plusieurs motrices et remorques ont été conservées en état de marche par le musée du transport urbain bruxellois où des volontaires y conduisent des touristes, principalement entre le Cinquantenaire et l'ancienne gare de Tervueren (proche du musée d'Afrique Centrale) à travers la forêt de Soignes.

## Le réseau bruxellois
Le réseau est construit à voie normale et exploité avec la traction animale. À partir de 1906, les lignes sont électrifiées.

## Les lignes
- Bourse - Place Saint-Josse: 

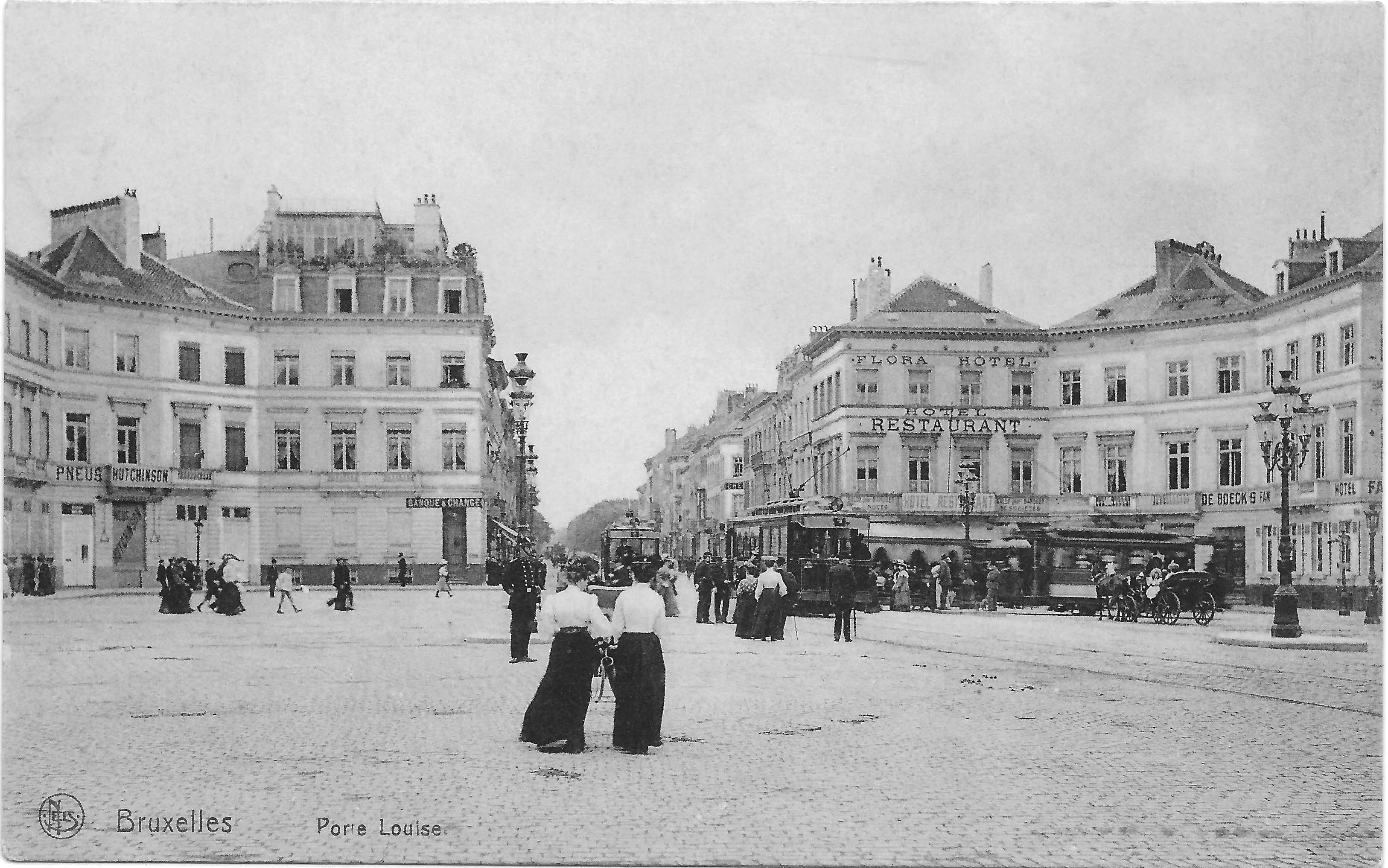
Tramways place Louise

  - Bourse - Place Madou: ouverture le 20 juin 1889
  - Place Madou - Saint Josse: ouverture en 1890
- Bourse - Place Stéphanie: ouverture en 1890
- Bourse - Molenbeek (Place de la Duchesse):  ouverture en 1893
- Bourse - Molenbeek (Place des Étangs noirs):  ouverture en 1896
- Bourse - Koekelberg: ouverture en 1896
- Bourse - Basilique:  ouverture en 1896
- Bourse - Jette: ouverture en 1896;
- Bourse - Gare Rogier: ouverture en 1900[3];
- Bourse - Laeken (Place Bockstael) : ouverture en 1907;
- Bourse - Porte de Hal : rétrocédée par la compagnie des Tramways Bruxellois

### Les prolongements
- Molenbeek (Place de la Duchesse)- Scheut : ouverture en  1907
- Basilique - Place Bockstael : ouverture en 1908
- Place Saint Josse - Place des Gueux: ouverture le 31 octobre 1909
- Molenbeek (Place des Étangs noirs) - Berchem: ouverture en 1912
- Porte de Hal - Place van Menem : ouverture le 12 avril 1912
- Jette - Anderlecht : ouverture en 1913
- Place Bockstael - Hôpital Brugmann: ouverture en 1923